# Jüdische Gemeinde Frankfurt am Main
Die Jüdische Gemeinde Frankfurt am Main ist seit 1949 eine Körperschaft des Öffentlichen Rechts und ein Mitgliedsverband des Zentralrates der Juden in Deutschland.
Die Frankfurter Jüdische Gemeinde ist eine der größten jüdischen Einheitsgemeinden in Deutschland mit institutionalisierter Verwaltungsorganisation, die nicht einer bestimmten jüdischen Strömung zuzuordnen ist. Die Vielfalt der Ausprägungen jüdischen Lebens soll berücksichtigt werden, auch liberale und reformistische Gruppen sollen in das Gemeindeleben integriert werden können.
Ihr Gemeindezentrum befindet sich im Frankfurter Westend; zu ihr gehören die Westend-Synagoge und die Synagoge Baumweg sowie weitere kleinere Synagogen und Gebetsräume. Außerdem betreibt die Gemeinde unter anderem die I. E. Lichtigfeld-Schule im Philanthropin, ein Seniorenheim und zwei Kindergärten.
Der aus 17 gewählten Mitgliedern bestehende Gemeinderat wählt den fünfköpfigen Gemeindevorstand. Die Mitglieder von Gemeinderat und -vorstand bestimmen Arbeit und Ausrichtung der Gemeinde und repräsentieren sie nach außen. Vorstandsvorsitzender ist Salomon Korn. Rabbiner der Kehillah ist seit 2013 Julien Chaim Soussan. 2016 kam mit Avichai Apel ein zweiter Rabbiner dazu.
Die Gemeinde hatte zum Jahresende 2019 6.316 Mitglieder.

## Geschichte

### Die Geschichte bis 1945
Die ersten Nachweise über eine jüdische Siedlung in Frankfurt am Main gehen in das Jahr 1150 zurück. Bereits 1241 und 1349 gab es die ersten Verfolgungen, die sogenannten „Judenschlachten“. Seit 1360, mit einer kurzen Unterbrechung während des Fettmilch-Aufstandes (1614–1616), blieb die Israelitische Gemeinde Frankfurt am Main bis zu ihrer Auflösung durch die Nazis fast sechshundert Jahre lang bestehen. Erst 1864 erhielten die jüdischen Einwohner Frankfurts ihre volle politische und wirtschaftliche Gleichberechtigung. Im Jahr 1933 lebten etwa 28.000 Juden in der Stadt. 
Die Machtergreifung der Nationalsozialisten 1933 markierte, wie überall in Deutschland, einen tiefen Einschnitt in dieser Entwicklung. Von den vier großen Synagogen blieb nur die Westend-Synagoge in der Freiherr-vom-Stein-Straße von der Pogromnacht im November 1938 verschont. Mehr als 10.000 Juden wurden aus Frankfurt am Main in die Konzentrations- und Vernichtungslager deportiert, andere konnten sich durch Auswanderung retten. 
Leopold Neuhaus war der letzte Rabbiner Frankfurts vor dem Zweiten Weltkrieg; er amtierte bis 1938. Als die Bewohner des jüdischen Altenheims Gagernstraße im Frankfurter Ostend im Februar 1942 deportiert wurden, sah er es als seine Aufgabe, sie zu begleiten.

### Der provisorische Neubeginn
Nach der Befreiung Frankfurts vom Nationalsozialismus durch die Alliierten gab es noch etwa hundert in Frankfurt verbliebene Juden, 300 kehrten aus den Konzentrationslagern zurück. Im Mai 1945 wurde auf Anordnung der Frankfurter Stadtverwaltung eine kleine Gruppe von Rückkehrern aus dem KZ Theresienstadt in Bussen in ihre Heimatstadt zurückgeholt. Zu ihnen gehörten die Wiederbegründer der Jüdischen Gemeinde in Frankfurt nach dem Krieg, der Rabbiner Leopold Neuhaus und der Kaufmann Max Meyer.  Sofort nach seiner Rückkehr 1945 eröffnete Neuhaus mit Max Meyer in der Friedrichstraße 29 eine provisorische Betreuungsstelle für die überlebenden Juden. Der erste Gottesdienst fand acht Tage nach der Rückkehr aus Theresienstadt in der heutigen Synagoge im Hause Baumweg 5–7 statt, in dem sich vor der Beschlagnahme durch die Nazis ein jüdischer Kindergarten befunden hatte. Ab November 1945 fanden dort regelmäßige Gottesdienste statt. In der Gagernstraße 36 wurde im selben Monat das „Neue“ Altersheim eingerichtet, seit Chanukka Anfang Dezember 1945 gab es dort ebenfalls einen Gottesdienst. Auch der Religionsunterricht für Kinder begann im November 1945 wieder. Einen Monat zuvor hatte Rabbiner Neuhaus begonnen, ein Mitteilungsblatt der Jüdischen Gemeinden und Betreuungsstellen herauszugeben.
Im westlichsten Frankfurter Stadtteil Zeilsheim gab es ein DP-Lager. Dort warteten in den Jahren 1945 bis 1949 durchschnittlich 3500 Juden, vorwiegend aus Polen, auf ihre Einreisegenehmigung. Sie wollten vor allem nach Palästina bzw. Israel, in die USA und andere Staaten in Übersee. Wie sie warteten auch viele in der Jüdischen Gemeinde Frankfurt in ihrer Anfangszeit auf die Möglichkeit auszuwandern. In ganz Deutschland warteten rund 200.000 jüdische Flüchtlinge in DP-Lagern zwischen 1945 und 1950 darauf, emigrieren zu können. Die Juden in Zeilsheim waren im Committee of Liberated Jews in Frankfurt organisiert. Nach der formellen Anerkennung der Jüdischen Gemeinde als Körperschaft des öffentlichen Rechts wurde dieses Komitee am 27. April 1949 mit der Jüdischen Gemeinde fusioniert. Damit waren die beiden Frankfurter Gemeindeorganisationen zusammengeschlossen.
Rabbiner Leopold Neuhaus wanderte schon 1946 in die USA aus; sein Nachfolger Wilhelm Weinberg verließ 1951 seine Frankfurter Gemeinde. In seiner Abschiedspredigt erwähnte er auch die Umstände für seinen Weggang: „Zugleich aber ist es Pflicht, auszusprechen, daß selbst jene unter uns, die an eine Denkwende des deutschen Volkes geglaubt haben oder glauben wollen, allmählich diesen Glauben verlieren. Denn auch die politisch Blinden merken es allmählich, dass durch die deutschen Lande wieder jene Gestalten geistern, die für die reibungslose Durchsetzung der braunen Ordnung und des nazistischen Welteroberungszuges gearbeitet haben, diesmal noch das Marsgesicht durch die Miene der gekränkten Unschuld tarnend, morgen jedoch schon ihr wahres Gesicht unverhüllt zeigend.“

### Der Wiederaufbau des Gemeindelebens
1947 wurde begonnen, die Räume im Baumweg zu einer Synagoge umzubauen. Im Herbst 1948 konnte sie eingeweiht werden. Im September 1950 wurde auch die Westendsynagoge wieder ihrer Bestimmung übergeben. Der zweijährige Wiederaufbau war vom Land Hessen finanziert worden, weil das frühere Gemeindevermögen noch nicht rückerstattet worden war. In diesen Übergangsjahren gab es mehrere Rabbiner in Frankfurt. Nachdem Rabbiner Neuhaus 1946 ausgewandert war, gab es bis zum Dienstantritt des Rabbiners Wilhelm Weinberg im Juni 1949 eine Zeit ohne geordnete rabbinische Betreuung. Im orthodoxen Betsaal Röderbergweg 29, der früheren jüdischen Volkshochschule, fungierte aber von 1947 bis 1951 Uri Bluth als Rabbiner, der in Krakau seine Semicha erhalten hatte, zwei Jahre in Sibirien und vier Jahre in Buchara verbracht hatte. Rabbiner Leon Thorn (1906–1978) war von 1946 bis 1948 Rabbiner in Frankfurt und in dieser Zeit Redakteur der Zeitschrift Jeschurun. Ihm sind die Einrichtung einer jüdischen Volksküche sowie einer jüdischen Nachmittagsschule, die Wiedereröffnung der Samson-Raphael-Hirsch-Schule und die Gründung einer Wohltätigkeitskasse zu verdanken.

#### Das Gemeindezentrum
Mit dem Bau des Gemeindezentrums in der Savignystraße 66 fand der provisorische Charakter der jüdischen Nachkriegsgemeinde in Frankfurt ein Ende. Die ältere Generation saß nun endgültig nicht mehr auf gepackten Koffern. Wer ein Haus baut, will bleiben, und wer bleiben will, erhofft sich Sicherheit, sagte Salomon Korn in seiner Ansprache zur Eröffnung am 14. September 1986. Mit diesem Gemeindezentrum als Verwaltungsgebäude ohne Synagoge wurde ein säkulares Konzept verwirklicht; die Synagoge bildet nun nicht mehr das Zentrum des Gemeindelebens. Trotzdem wurden Symbole des Judentums als Gestaltungselemente gewählt. Eine schmale steinerne Nachbildung der Mosaischen Gesetzestafeln neben dem Haupteingang ist von langen und tiefen Rissen durchzogen; diese sollen die Brüchigkeit im Verhältnis zwischen Juden und Nichtjuden andeuten. Unter ihnen wurde eine Liste mit den Namen der etwa 11.000 von den Nationalsozialisten in Konzentrationslager deportierten Frankfurter Juden in den Grundstein gelegt. Den Gesetzestafeln stehen über dem Haupteingang drei stilisierte siebenarmige Leuchter gegenüber, Zeichen des Lichtes als Symbol einer weiterhin ungewissen Hoffnung auf die Zukunft.

#### Haushalt
Im „Frankfurter Vertrag“ von 1990 verpflichtete sich die Stadt Frankfurt zur Unterstützung der Jüdischen Gemeinde, deren Haushalt seit langem defizitär ist. Die Stärkung jüdischen Lebens ist politisches Ziel der Stadt Frankfurt. Die Erhöhung dieser Finanzhilfe 2007 auf nunmehr 2,4 Millionen Euro berücksichtigt ihr Wachstum und die erhöhten Ausgaben. Von 1989 bis 2007 stieg die Zahl der Mitglieder von zirka 4500 auf 7100, wobei besonders die Zuwanderung von Juden aus den früheren kommunistischen Staaten zum Wachstum beitrug. Dadurch entstand ein erhöhter Aufwand für die Integration der Zuwanderer. Mit der Gründung des Mittelstufengymnasiums Philanthropin, dessen Schülerzahl stark anwächst, entstand weiterer finanzieller Aufwand. Außerdem ist der Aufwand für Sicherheitsmaßnahmen stark angewachsen, weil die Gefahr von Anschlägen durch Rechtsextremisten und Islamisten höher eingeschätzt wird.
Auf Grundlage des Staatsvertrages, der vom Landesverband der Jüdischen Gemeinden in Hessen und dem Bundesland Hessen am 11. November 1986 unterzeichnet worden war, und aufgrund einer Kooperationsvereinbarung zwischen dem Landesverband der Jüdischen Gemeinden in Hessen und der Jüdischen Gemeinde Frankfurt erhält diese 70 Prozent der staatsvertraglichen Landesleistung.
Das Land Hessen erhöhte ab 2008 seine Zuwendungen an den Landesverband der Jüdischen Gemeinden in Hessen auf 3,7 Millionen Euro, wovon die Frankfurter Gemeinde als größte Gemeinde des Landes wiederum 70 Prozent erhält, weil sie Zentralfunktionen für die übrigen Gemeinden ausübt.
Weiterhin leistet das Land Hessen aufgrund eines besonderen Abkommens vom 10. November 2000 zwischen dem Land Hessen, der Stadt Frankfurt und der Jüdischen Gemeinde Frankfurt einen Entschuldungsbeitrag für die Jüdische Gemeinde Frankfurt in Höhe von 1.277.100 Euro. Trotzdem liegt Hessen danach mit den Leistungen bei den „Schlusslichtern“ angesichts einer Länderumfrage.